# Тимошовский сельский совет (Михайловский район)
Тимошовский сельский совет (укр. Тимошівська сільська рада) — входит в состав
Михайловского района
Запорожской области
Украины.
Административный центр сельского совета находится в 
с. Тимошовка.

## История
- 1923 — дата образования.

## Населённые пункты совета
- с. Тимошовка

## Ликвидированные населённые пункты совета
- с. Переверзевка